# Nerazio Scopio
Nerazio Scopio (in latino Naeratius Scopius; fl. 364) è stato un politico romano, consularis Campaniae intorno al 364; era il figlio di Nerazio Cereale, console nel 358.
La sua domus a Roma si trovava nei pressi della basilica di Santa Maria Maggiore.